# Dedimar Souza Lima
Dedimar Souza Lima (født 27. januar 1976) er en tidligere brasiliansk fodboldspiller.